# Xylotoles segrex
Xylotoles segrex là một loài bọ cánh cứng trong họ Cerambycidae.